# Marcelino del Castillo
Marcelino del Castillo fue un político peruano. 
Fue diputado de la República del Perú por la provincia de Cotabambas en 1829, 1831 y 1832 durante el primer gobierno del Mariscal Agustín Gamarra.  